# Вітрупе
Вітрупе (латис. Vitrupe) — село у краї Вількене, повіту Лимбажі. Розташоване за 90 км від Риги.